# تاریخ اجتماعی خوارزمشاهیان
تاریخ اجتماعی خوارزمشاهیان به تاریخ اجتماعی حکومت خوارزمشاهیان می‌پردازد.

## جغرافیای خوارزم
خوارزم با نام‌های خوراسیمه و خوراسیما در منابع ذکر شده‌است که این سرزمین پس از حملهٔ مغول به ایران، خیوه نامیده شد. محققان دربارهٔ واژهٔ خوارزم، تعاریف گوناگونی ارائه داده‌اند؛ برخی از آن‌ها معتقدند که «خوار» به‌معنای «پایین» و «رزم» به‌معنای «زمینِ پَست» است. عده‌ای دیگر از پژوهشگران، خوار را به‌معنای «خورشید» گرفته‌اند و خوارزم یعنی سرزمینی که خورشید از آن بالا می‌آید. خوارزم به‌علت مجاورت با رود جیحون و موقعیت تجاری و بازرگانی آن، سرزمینی حاصلخیز بود و به‌دلیل اینکه بر سر راه کاروان‌ها قرار داشت، اقوام و گروه‌های مختلفی را به‌سوی جذب کرد.
در مورد حدود جغرافیایی خوارزم، نظرات مختلفی ارائه شده‌است. بدون شک، خوارزم، ماورالنهر و خراسان بزرگ، سه سرزمین جدا از هم بوده‌اند ولی بعضی از منابع جغرافیایی اسلامی، این سه سرزمین و بخشی دیگر، خراسان و خوارزم را یکی دانسته‌اند.

## تاریخ خوارزم
نخستین سلسله‌ای که با عنوان خوارزمشاه در منطقهٔ خوارزم قدرت گرفتند، سلسلهٔ آفریغیان بودند که حکومت آنان از سال ۳۰۵ هجری قمری، آغاز و تا سال ۳۸۵ ه‍.ق ادامه داشت. در سال ۳۸۵ ه‍. ق، حاکم خوارزم، محمد ابن احمد، به‌دست آل مأمون منقرض شد و پس از آن، آل مأمون بر این منطقه حاکم شدند. مأمونیان، گرگانج را مرکز حکومت خود قرار دادند و ابوالعباس مأمون عنوان خوارزمشاه را بر خود گذاشت. این سلسله را آل فریقون نیز می‌نامند.
سلطان محمود غزنوی، حاکم قراخانیان، برای ایجاد ارتباط سیاسی با خوارزمشاهیان، خواهر خود را به ازدواج با مأمون درآورد و از او درخواست کرد تا نام محمود را بر خطبه و سکهٔ خوارزم ذکر کند. مأمون به دست مخالفانش کشته شد و محمود به‌بهانهٔ انتقام از قاتلانش، به سمت خوارزم لشکر کشید. پس از آنکه خوارزم را به تصرف خود درآورد، همراه با غلامانی که به اسارت گرفت، به‌سوی غزنه رهسپار شد؛ بنابراین خوارزم در سال ۴۰۸ ه‍.ق جزئی از امپراطوری غزنوی گردید ولی به‌علت دوری خوارزم با غزنه، سلطان محمود ادارهٔ آن را به دست یکی از سپهسالاران خود به‌نام ابوسعید آلتونتاش سپرد و اون نیز لقب خوارزمشاه گرفت. آلتونتاش همراه با دو پسر خود، سلسلهٔ خوارزمشاهی دیگری در این منطقه تشکیل داد که تا سال ۴۳۳ ه‍.ق دوام داشت.
در زمان ملکشاه سلجوقی، این سرزمین به صاحب مقام طشت‌دار که از ارکان و مقامات اداری به‌شمار می‌آمد، واگذار شد تا او با استفاده از درآمد این منطقه، هزینه‌های طشت‌دارخانه را تأمین کند. از زمان برکیارق، سمت والی‌گری خراسان به حبشی بن آلتونتاش و حکومت خوارزم به قطب‌الدین محمد واگذار شد و او در زمان سلطان سنجر سلجوقی در سمت طشت‌داری باقی ماند و به‌این ترتیب، بنیان حکومت خوارزمشاهی و قدرت‌یابی این خاندان آغاز شد.

## کشاورزی و دامداری
یکی از علل توجه و حملهٔ غزها، ترکان، تیمور و مغولان به خوارزم، موقعیت تجاری و اقتصادی و رونق کشاورزی آن بود زیرا در طول تاریخ، هر گاه سرزمینی آباد می‌شد، توجه اقوام نیمه‌گرسنه، صحراگرد و نیازمندان به آن جلب می‌شد. دشت قبچاق در کنار خوارزم قرار داشت که با وجود سرزمین‌ها و روستاهای اندک به دلیل داشتن علفزارهای خوب و فراوان عامل پرورش چارپایانی بود که بازار خوبی را برای بازرگانان خوارزمی فراهم آورد و آنان می‌توانستند از این سرزمین، پوست و کالاهای دیگر را فراهم کنند و به سرزمین‌های دیگر صادر نمایند. رود جیحون منبعی برای کشاورزی و کشت و زرع و سرسبزی و دشت و همچنین صید ماهی‌های فراوان بود که به نقاط دیگر صادر می‌شد.
محصولات صادراتی خوارزم عبارت بودند از خربزه، شمشیر، فندق، چوب شمشاد، خواروبار، عسل، نان بادامی، حبوبات، پوستین، میوه، پوشاک‌های کرکی جامه‌های پنبه‌ای و پشمی، منسوجات، گوسفند، کمان، جامه‌های زنانه، برف، انواع لبنیات، موم، عنبر، بازهای شکاری، انگور، دندان‌ماهی، کنجد، مقنعه‌های نخی و ابریشمی، گلیم و لحاف، مشک تبتی، قفل، ماهی خشک، سریشم ماهی، کشتی‌هایی که از کُنده‌های درخت ساخته می‌شد و برای کشتی‌رانی در رودخانه بکار می‌رفت و برده که از بادیه‌نشینان تُرک می‌خریدند.
مقدسی در مورد کارگاه‌های روغن‌کشی که در خوارزم وجود داشت، سخن می‌گوید. مسعودی از کشتی‌هایی یاد می‌کند که بر دریاچهٔ خزر با کالاهای خوارزم در حرکت بودند و از سرزمین برطاس، پوست روباه سیاه را که مرغوب‌ترین و گران‌ترین پوست به‌شمار می‌رفت و دارای رنگ‌های سرخ و سفید بود، با خود حمل می‌کردند.

## دیوانسالاری خوارزمشاهان
در دیوانسالاری خوارزمشاهان وزیر در راس قرار داشت و پس از سلطان اولین شخص مملکت بود که در دیوان وزارت به نمایندگی از سلطان ادارهٔ کشور را در دست داشت. نظارت بر کلیهٔ دیوان‌ها از وظایف وزیر بود و سایر مأموران ایالتی کشوری زیر نظر او کار می‌کردند.
یکی از چیزهایی که باعث شکوه و رونق درگاه پادشاهان می‌شود وزیر است و پادشاه حتی در اوج دانایی و کیاست به وزیر نیاز دارد. اشتقاق لفظ وزیر از وزر است و اگر مملکتی وزیر نداشته باشد پشت و پناه ندارد. از وظایف دیگر وزیر به حفظ مصالح ولایت و نظم امور و پرداخت حقوق دیوانی و… می‌توان اشاره کرد. البته با همهٔ این سخن‌ها در باب وزارت در دورهٔ خوارزمشاهان به نسبت سلجوقیان مقام وزارت به شدت تنزل پیدا کرد.
وزیر منشور وزارت خود را از سلطان دریافت می‌کرد و سلطان حق انتخاب وزیر خود را داشت البته واردی هم می‌توان یافت که سلطان از این حق برخوردار نبود و برای مثال می‌توان به سلطان محمدخوارزمشاه اشاره کرد که پس از عزل وزیر خود نظام الملک محمد بن نظام الملک مسعود هروی مادرش ترکان خاتون با نفوذ خود نظام الملک محمدبن صالح را به وزارت رساند.
وزیر القابی خاص مختص خود داشت مانند خواجه یا خواجه جهان. از دیگر لقب‌های وزیر م یتوان به نظام الملک یا شرف الملک اشاره کرد. از دیگر خصوصیان زارت می‌توان این موارد را نام برد: تلاش برای گسترش تعلیم و تربیت، مهربانی، دستگیری از ضعیفان، گذشت، پرهیز از ظلم و….
از وظایف وزیر می‌توان به سازماندهی اواضع امرپاطوری و رسیدگی به امور دیوانی اشاره کرد.
دیوان در دورهٔ خوارزمشاهیان تقریباً همان دیوانسالاری دورهٔ پیش است با همان عنوان و عملکردها. در صدر آن‌ها دیوان وزارت یا صدارت بود و در راس این دیوان وزیر بزرگ یا خواجه جهان قرار داشت.

## ویژگی‌های ظاهری و نوع پوشش
یاقوت حموی خوارزمیان را از نظر ویژگی‌های ظاهری، مردمانی تنومند، بلند قامت، دارای پیشانی و سرهای پهن و دارای مو و ریش بلند توصیف کرده‌است. از نظر پوشش، آن‌ها دارای کلاه‌های بلند لبه‌دار بودند.

## آثار هنری دورهٔ خوارزمشاهیان
از آثار هنری خوارزمشاهیان می‌توان به سفالینه‌های منقوش به سبک باستانی را اشاره کرد که با ساقه‌های موّاجی شبیه طرح نقش اسلیمی با نقش‌مایه‌های ساده‌شدهٔ گیاهی مشتق از پیچ‌وتاب ساقهٔ تاک که با برگ‌ها و پیچک‌های آن منقوش شده را نام برد. همچنین می‌توان به بشقاب منقوش با ضیاهای رنگارنگ و لعاب سفید استخوانی در وصف صحنه‌ایی از لشکرکشی‌های جلال‌الدین خوارزمشاه را نام برد.
نمونهٔ دیگر، قلمدان متعلق به وزیر اعظم، علاءالدین محمد خوارزمشاه و ظرف بزرگ بشقاب خوارزمشاهی است که در موزهٔ آستان قدس رضوی نگهداری می‌شود.